# Les Boukakes
Les Boukakes est un groupe français de rock électronique, actif entre 1999 et 2012.

## Histoire
Le groupe est formé en 1999 et son nom vient de l'insulte « boukake »,. À ses débuts, le groupe donne ses lettres de noblesse au rock oriental, mêlant « rai, rock et reggae ». Arpenteur de scènes internationales, ce melting-pot de musiciens et chanteurs slalome toujours entre chapelles et mosquées pour tisser une musique puissante et colorée qui emprunte autant au Maghreb qu'au rock. En 2001, ils sortent leur premier album, Makach Mouch'kil, dont le titre qui signifie « pas de problème ». À cette période, ils sont sept à composer cette formation : Abdou et Djélal au chant, Thierry à la guitare, Stephane Puech aux claviers et compositions , Bubulle à la basse et Pascal à la batterie.
Bien qu'ayant fait bon nombre de concerts, c'est en 2004 que le groupe perce réellement, à l'occasion des Découvertes du Printemps de Bourges, pour lesquelles ils sont finalistes,. Cette victoire leur permet de faire trois années de tournée à travers une vingtaine de pays et des festivals notamment l'édition 2005 du Womex, le Festival international de jazz de Montréal, et le Paléo. En 2005, ils sortent l'album Bledi et tournent dans toute l'Europe pour le promouvoir. En 2007, ils sont nommés aux BBC Radio Awards des musiques du monde, puis ils sortent l'album Marra un an plus tard, en 2008, qui contient douze morceaux chantés en arabe.
En 2012, ils publient l'album Punky Halal.

## Membres

### Membres actuels
- Thierry Chadelle — guitare, mandore
- Pascal Bonnafous — batterie, guembri
- Laurent Durafourd — basse
- Éric Manchon — samplers, darbouka
- Adil Smaali — voix, karkabou

### Anciens membres
- Abdou Bekhechi — chant
- Djellal Meghraoui — chant

```
Stephane Puech - Claviers . compositions
```

## Discographie
- 2001 : Makach Mouch'kil
- 2005 : Bledi
- 2008 : Marra
- 2012 : Punky Halal